# Jacques Balthazar Brun de Sainte-Catherine
Jacques Balthazar Brun de Sainte-Catherine, dit aussi Le Brun, connu également en Russie sous le nom de Iakov Iakovlevitch Brun de Sainte-Catherine ou Le Bryun (russe : Яков Яковлевич Брюн де Сент-Катерин ou Ле Брюн) est né le 3 juillet 1759 à Antibes et décédé le 3 août 1835 à Saint-Pétersbourg en Russie. Il était ingénieur constructeur de vaisseaux, en service à Toulon à partir de 1777, puis en Turquie à partir de 1793 et enfin en Russie en 1799, lieutenant-général, directeur de l’école des ingénieurs constructeurs de marine.

## Biographie
Jacques Balthazar Brun de Sainte-Catherine est 3 juillet 1759 à Antibes dans les Alpes-Maritimes. Il est le 8ème enfant de Balthazard Brun de Sainte-Catherine, alors écrivain principal de la Marine, et de Marguerite Saurin. La famille est toulonnaise depuis le Moyen Âge et fait partie des familles consulaires de la ville qui ont activement pris part à la gestion des intérêts de la ville, leur ancêtre direct, Honoré Brun, fut consul en 1543 lors de l’hivernage de la flotte ottomane à Toulon, puis en 1552, 1565 et 1571.
Il commence ses études de construction de marine en 1772, à l'âge de 12 ans, sous les ordres de Joseph Marie Blaise Coulomb, comme élève commissaire, puis commis au bureau des armements, il reprend ses études, à la demande de son père, en 1780 à l’école de Marine comme élève ingénieur des bâtiments civils. En août 1781, Duhamel du Monceau le fait passer dans le corps des ingénieurs constructeurs. Le frère de Jacques Balthazar, François Hippolyte Brun de Saint-Hippolyte (1764-1820), aspirant ingénieur depuis l’âge de 12 ans, l’y rejoint la même année. Jacques Balthazar reçoit son brevet de sous-ingénieur constructeur le 1er octobre 1781 et est affecté au port de Toulon. Il y restera jusqu’en 1793 et construira près de 10 navires dont le « Galibi », bâtiment de 10 canons, maté en goélette pour Cayenne.
En 1793, à la demande du gouvernement ottoman, Brun de Sainte-Catherine entre au service de la Turquie. En 7 ans, il construira, avec son frère qui le rejoint en 1795, plus de 20 vaisseaux de guerre sur les chantiers navals turcs dont le « Mesudiye », un 118 canons construit en 1798 sur un plan Sané de classe Commerce de Marseille. Mais commence la campagne d'Égypte, et les deux frères sont obligés de quitter rapidement la Turquie, non sans laisser des instructions pour continuer les constructions à Selim III, à bord d’un navire de la flotte d’Ouchakov.
Le 1er janvier 1799, Brun de Sainte-Catherine et Brun de Saint-Hippolyte arrivent à Saint-Pétersbourg. Le 8, ils entrent au service du tsar Paul Ier de Russie. Jacques Balthazar prend le nom de Yakov Yakovlevitch tandis que son frère devient Frantz Yakovlevitch. Jacques Balthazar est nommé maître architecte naval de 7ème classe de la Table des Rangs. En 1803, il est promu à la 6ème classe et affecté à la direction générale du contrôle par du maître architecte naval. En 1804, il est nommé directeur au département des constructions navales. En 1808, il passe à la 5ème classe, en 1809 à la 4ème.
De 1811 à 1816, le général-major Brun de Sainte-Catherine est directeur de l’École Dzerjinski d'ingénierie navale.
Après 1816, Brun de Sainte-Catherine est chef de la 2ème section des expéditions exécutives. Le 6 janvier 1827, par oukase de l’empereur Nicolas Ier, le général-major est nommé premier surintendant du corps des ingénieurs de construction navale, fondé en décembre 1826, pour la construction et la modernisation des bâtiments de guerre. De 1827 à 1835, il est membre du Conseil de l’Amirauté, membre du Collège de l'amirauté (ru) membre du comité de formation et de construction navale. En 1829, il est promu lieutenant-général de la Marine impériale.
Sous sa haute supervision, furent construits, en Russie, onze navires de ligne, 4 frégates et 2 bâtiments de transport. Et en particulier, les deux navires de la première expédition russe en Antarctique de Bellinghausen et Lazarev : le « Vostok » et  le « Mirnyi ».
Il meurt le 3 août 1835 à Saint-Pétersbourg. Il est enterré au cimetière luthérien de Saint-Pétersbourg.

## Famille
Jacques Balthazar se marie en 1789 avec Marie Élisabeth "Caroline" Chauvin des Courtines ( ?-1795). Ils auront pour enfants :
- "Marie-Elisabeth" Blanche Victoire (1789-1856), mariée en 1810, avec Louis Benoît Joseph "Hercule" Barbara de Labelotterie de Boisséson, officier supérieur de cavalerie de l’Empire russe,
- "Élisabeth" Marie ( ?-1860), religieuse au couvent de la Visitation à Vilna, Russie,
- Balthazard "Hippolyte", (1791- ?), officier des lanciers de la garde impériale russe. Il se remarie avant de quitter la Turquie avec Caroline Pétrovna Duvernoy ( ?-1860).

Du second mariage, naitront Aline (1816-1898), mariée au lieutenant-général M. N. Grünwald, ingénieur constructeur naval, et Adélaïde (1820-1862), mariée avec le frère de l’écrivain Mikhail Saltykov-Chtchedrine,.

## Distinctions
- Ordre de Sainte-Anne 1ère classe avec diamants
- Ordre de Sainte-Anne 2ème classe
- Ordre de Saint-Vladimir 2ème classe
- 1807, Ordre de Saint-Vladimir 4ème classe